# Legacies
Vampire Diaries
The Originals
Legacies ou Les Héritiers au Québec, est une série télévisée américaine en 68 épisodes de 42 minutes créée par Julie Plec, elle est diffusée entre le 25 octobre 2018 et le 16 juin 2022 sur le réseau The CW et sur Showcase au Canada.
En France, la série est diffusée depuis le 11 février 2020 sur Syfy France, et au Québec depuis le 27 février 2020 sur le Club Illico.
La série est un spin-off mais également une suite des séries télévisées Vampire Diaries et The Originals et met en scène plusieurs personnages des deux séries.
Le 12 mai 2022, The CW ne renouvelle pas la série pour une cinquième saison et met donc un terme à l'univers Vampire Diaries, après plus de treize ans de succès.

## Synopsis
La série suit les aventures de Hope Mikaelson, la fille orpheline tribride du vampire originel Klaus Mikaelson et de la louve Hayley Marshall ainsi que celles de Josie et Lizzie Saltzman, les filles sorcières d'Alaric Saltzman et de Caroline Forbes.
L'histoire se déroule au sein de l’école privée réservée aux jeunes créatures surnaturelles, la Salvatore Boarding School for the Young & Gifted à Mystic Falls, créée par Alaric Saltzman et Caroline Forbes, deux ans après les événements passés dans la saison 5 de The Originals.
Leur quiétude est troublée lorsque Rafael Waithe, qui vient de découvrir sa nature de loup-garou, est recueilli avec son meilleur ami, Landon Kirby. L'arrivée du jeune humain n'est pas bien perçue, d'autant qu'elle coïncide avec la présence soudaine de créatures, attirées par un mystérieux poignard. Les pensionnaires, qui jusque-là s'en tenaient à la maîtrise de leurs pouvoirs, vont devoir apprendre à se battre pour survivre face à des ennemis de plus en plus nombreux.

## Distribution

### Acteurs principaux
| Acteur(s)         | VF                                                 | Personnage(s)                            | 1          | 2          | 3          | 4          |                       |                 |                                   |            |            |            |            |
| ----------------- | -------------------------------------------------- | ---------------------------------------- | ---------- | ---------- | ---------- | ---------- | --------------------- | --------------- | --------------------------------- | ---------- | ---------- | ---------- | ---------- |
| Acteur(s)         | VF                                                 | Personnage(s)                            | 1          | 2          | 3          | 4          | Danielle Rose Russell | Zina Khakhoulia | Hope Mikaelson (de The Originals) | Principale | Principale | Principale | Principale |
| Matt Davis        | Alexis Victor                                      | Alaric Saltzman (de The Vampire Diaries) | Principal  | Principal  | Principal  | Principal  |                       |                 |                                   |            |            |            |            |
| Aria Shahghasemi  | Juan Llorca                                        | Landon Kirby                             | Principal  | Principal  | Principal  | Principal  |                       |                 |                                   |            |            |            |            |
| Jenny Boyd        | Anne-Charlotte Piau                                | Elizabeth «Lizzie» Saltzman              | Principale | Principale | Principale | Principale |                       |                 |                                   |            |            |            |            |
| Quincy Fouse      | Maxime Beaudouin                                   | Milton « M.G. » Greasley                 | Principal  | Principal  | Principal  | Principal  |                       |                 |                                   |            |            |            |            |
| Chris Lee         | Diouc Koma                                         | Kaleb Hawkins                            | Principal  | Principal  | Principal  | Principal  |                       |                 |                                   |            |            |            |            |
| Kaylee Bryant     | Emmylou Homs                                       | Josette «Josie» Saltzman                 | Principale | Principale | Principale | Récurrente |                       |                 |                                   |            |            |            |            |
| Peyton Alex Smith | Jean-Baptiste Anoumon                              | Rafael Waithe                            | Principal  | Principal  | Invité     | Invité     |                       |                 |                                   |            |            |            |            |
| Ben Levin         | François Santucci (s1-2) / Nicolas Duquenoy (s3-4) | Jedidah «Jed» Tien                       | Récurrent  | Récurrent  | Principal  | Principal  |                       |                 |                                   |            |            |            |            |
| Leo Howard        | Gauthier Battoue                                   | Ethan Machado                            |            | Invité     | Principal  | Principal  |                       |                 |                                   |            |            |            |            |
| Omono Okojie      | Aurélie Konaté                                     | Cleo Sowande                             |            |            | Récurrente | Principale |                       |                 |                                   |            |            |            |            |

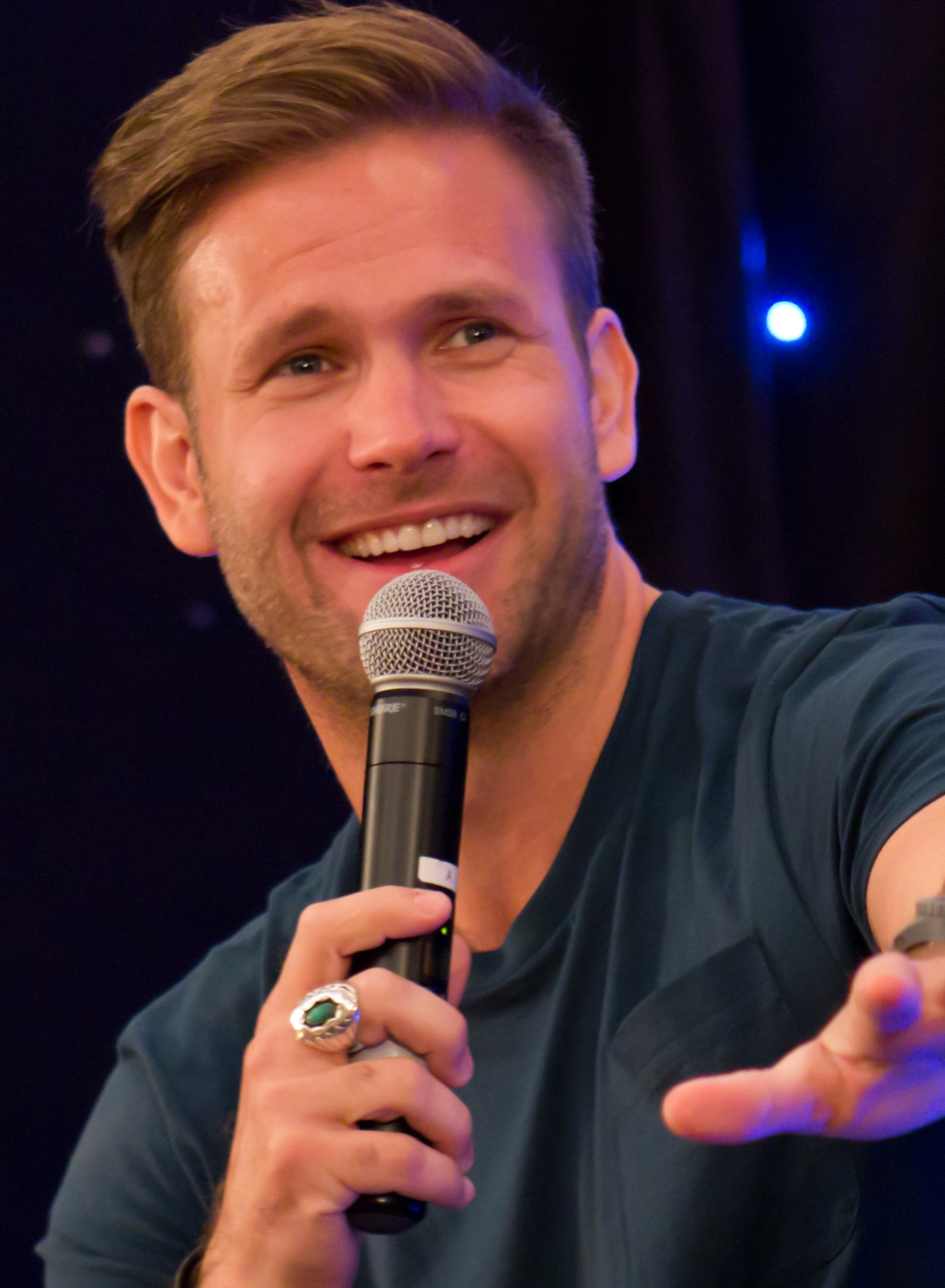
Matthew Davis interprète Alaric Saltzman
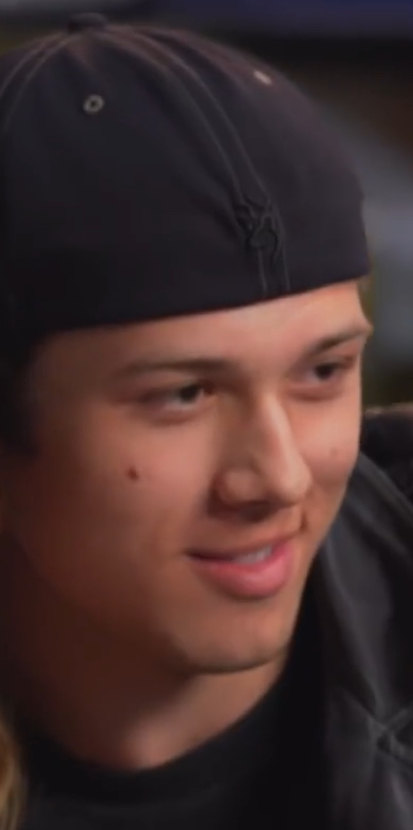
Leo Howard interprète Ethan Machado

### Acteurs récurrents

#### Introduits dans la saison 1
- Nick Fink (VF : Anatole de Bodinat) : Ryan Clarke (saisons 1 à 3, invité saison 4)
- Ben Geurens (VF : Loïc Houdré) : Le Nécromancien / Ted (saisons 2 à 4, invité saison 1)
- Reznor Malalik Allen (VF : Maël Lefebvre) : Pedro (saison 1, invité saisons 2 à 4)
- Karen David (VF : Ariane Aggiage) : Emma Tig (saison 1, invitée saisons 2 à 4)
- Lulu Antariksa (VF : Audrey Sablé) : Penelope Park (saison 1)
- Erica Ash (VF : Delphine Braillon) : Veronica Greasley (saison 1)
- Sam Ashby (VF : Tony Marot) : Connor (saison 1)
- Katie Garfield (VF : Marie Diot) : Dana Lilien (saison 1)

#### Introduits dans la saison 2
- Elijah B. Moore (VF : Thierry d'Armor) : Wade (saisons 2 à 4)
- Olivia Liang (es) (VF : Geneviève Doang) : Alyssa Chang (saisons 2 et 3)
- Bianca Kajlich (VF : Laurence Dourlens) : Shérif « Mac » Machado (saison 2, invitée saison 3)
- Charles Jazz Terrier (VF : Alexandre Gillet) : Chad (saison 2, invité saison 3)
- Giorgia Whigham (VF : Marie-Eugénie Maréchal) : Jade (saison 2, invitée saison 3)
- Alexis Denisof (VF : Eric Legrand) : Rupert Vardemus (saison 2, invité saison 4)
- Thomas Doherty (VF : Rémi Caillebot) : Sebastian (saison 2)
- Ebboney Wilson (VF : Joséphine Ropion) : Kym Hawkins (saison 2)

#### Introduits dans la saison 3
- Courtney Bandeko (VF : Kahina Tagherset) : Finch Tarrayo[7] (saisons 3 et 4)

#### Introduits dans la saison 4
- Zane Phillips (en) (VF : Clément Moreau) : Ben (saison 4)
- Piper Curda (VF : Adeline Chetail) : Jennifer (saison 4)
- Luke Mitchell : Dieu Ken (saison 4)

### Acteurs récurrents deVampire DiariesetThe Originals
- Demetrius Bridges (VF : Jean-Michel Vaubien) : Dorian Williams (de Vampire Diaries) (saisons 1 à 3, invité saison 4[note 1])
- Rebecca Breeds (VF : Caroline Victoria) : Aurora de Martel (de The Originals) (saison 4[note 2])

### Invités deVampire DiariesetThe Originals
- Zach Roerig (VF : Yann Peira) : Matt Donovan (de Vampire Diaries, saison 1, épisodes 1 et 4)
- Steven R. McQueen (VF : Fabrice Fara) : Jeremy Gilbert (de Vampire Diaries, saison 1, épisode 3)
- Jodi Lyn O'Keefe (VF : Cathy Diraison) : Josette « Jo » Laughlin (de Vampire Diaries, saison 1, épisode 6)[8]
- Jedidiah Goodacre (VF : Julien Bouanich) : Roman Müller (de The Originals, saison 1, épisodes 14 et 15)
- Riley Voelkel (VF : Philippa Roche) : Freya Mikaelson (de The Originals, saison 2, épisode 6 et saison 4, épisodes 3 et 15)[9]
- Lily Rose Smith (VF : Emmylou Homs) : Josie Saltzman, enfant (de Vampire Diaries, saison 2, épisodes 10 et 12)
- Tierney Smith (VF : Anne-Charlotte Piau) : Lizzie Saltzman, enfant (de Vampire Diaries, saison 2, épisode 10)
- Bella Samman (VF : Emmylou Homs) : Josie Saltzman, pré-adolescente (de The Originals, saison 2, épisode 10)
- Allison Gobuzzi (VF : Anne-Charlotte Piau) : Lizzie Saltzman, pré-adolescente (de The Originals, saison 2, épisode 10)
- Chris Wood (VF : Yoann Sover) : Malachaï « Kai » Parker (de Vampire Diaries, caméo saison 2, épisode 4 et saison 2, épisodes 12 et 13)[10]
- Candice Accola (VF : Fily Keita) : Caroline Forbes (de Vampire Diaries et The Originals, saison 3, épisode 3, voix seulement et saison 4, épisode 20)
- Summer Fontana (VF : Zina Khakhoulia) : Hope Mikaelson (enfant) (de The Originals, saison 3, épisode 15 et saison 4, épisode 5 (flashback))
- Claire Holt (VF : Adeline Moreau) : Rebekah Mikaelson (de Vampire Diaries et The Originals, saison 4, épisodes 5 et 15)
- Nathaniel Buzolic (VF : Nathanel Alimi) : Kol Mikaelson (de Vampire Diaries et The Originals, saison 4, épisode 15)
- Charles Michael Davis (VF : Namakan Koné) : Marcellus « Marcel » Gerard (de The Originals, saison 4, épisode 15)
- Joseph Morgan (VF : Sébastien Desjours) : Niklaus « Klaus » Mikaelson (de Vampire Diaries et The Originals, saison 4, épisode 20 (caméo))

Version française 
- Société de doublage : Dubbing Brothers[11],[12]
- Direction artistique : Marie-Christine Chevalier[12]
- Adaptation des dialogues : Véronique Tzeretheli et Viviane Lesser[12]

 Source et légende : version française (VF) sur RS Doublage et Doublage Séries Database

## Production

### Développement
En août 2017, le réseau The CW annonce le développement d'un spin-off de la série télévisée The Originals, elle-même issue de la série Vampire Diaries, centré sur Hope Mikaelson, la fille de Klaus et Hayley. Quelque temps après cette annonce, Julie Plec dévoile que la série sera également fortement liée à Vampire Diaries avec notamment la présence de l'école inaugurée par le personnage d'Alaric Saltzman à la fin de la série.
En mars 2018, la chaîne commande un pilote pour le projet mais au lieu d'un épisode pilote traditionnel, Julie Plec réalisera une présentation de 15 minutes pour la chaîne.
Le 11 mai 2018, la série est officiellement commandée par la chaîne pour une première saison. Quelques jours plus tard, elle dévoile que le lancement est prévu le jeudi soir à l'automne 2018. Le 8 novembre 2018, la chaîne annonce avoir prolongé la première saison, comptant au total seize épisodes plutôt que les treize épisodes prévus au départ.
Le 31 janvier 2019, The CW renouvelle la série pour une deuxième saison, puis le 7 janvier 2020, la chaîne renouvelle la série pour une troisième saison.
Le 13 mars 2020, la production annonce, qu'en raison de la pandémie de Covid-19, la deuxième saison comprendra seize épisodes seulement sur les vingt épisodes prévus au départ. Les quatre épisodes manquant seront diffusés en janvier 2021, lors du lancement de la troisième saison.
Le 3 février 2021, la série est renouvelée pour une quatrième saison.
Le 12 mai 2022, la série est arrêtée.

### Tournage
La série a été tournée à Atlanta, en Géorgie.
- Saison 1 : du 17 juillet 2018 au 6 février 2019
- Saison 2 : du 22 juillet 2019 au 9 mars 2020[23],[24]
- Saison 3 : du 13 octobre 2020 au 24 juin 2021[25]
- Saison 4 : du 20 septembre 2021 au 27 avril 2022.

### Attribution des rôles
En mars 2018, il est annoncé que Matt Davis reprendra son rôle de Vampire Diaries dans la série. Plusieurs autres acteurs sont annoncés à la distribution dont Aria Shahghasemi et Quincy Fouse.
Les personnages des sœurs Saltzman seront également dans la série. Enfants dans la dernière saison Vampire Diaries, elles seront cette fois-ci adolescentes et interprétées par Kaylee Bryant et Jenny Boyd.
Lors de l'annonce de la commande de la série, il est dévoilé que Danielle Rose Russell, qui interprète la version adolescente de Hope dans The Originals, reprendrait également son rôle.
Lors du Comic-Con de San Diego, en juillet 2018, il est révélé que Paul Wesley dirigera le treizième épisode et que Zach Roerig figurera dans la série. En outre, il est révélé que Steven R. McQueen reprendrait son rôle de la série Vampire Diaries, Jeremy Gilbert dans le troisième épisode de la série.
En juillet 2019, deux acteurs récurrent rejoignent la série, Alexis Denisof dans le rôle du Professeur Vardemus et Thomas Doherty dans le rôle de Sebastian, un méchant vampire.
En août 2019, Bianca A. Santos rejoint la série dans le rôle récurrent de Maya, nouvelle étudiante à Mystic Falls High, avec son frère Ethan et sa mère Mac, le nouveau shérif.
En septembre 2019, il est révélé que Riley Voelkel reprendra son rôle de Freya Mikaelson dans le sixième épisode de la deuxième saison.
En janvier 2020, il est révélé que Chris Wood reprendra son rôle de Malachaï « Kai » Parker dans le douzième et treizième épisode de la deuxième saison.

### Fiche technique
Sauf indication contraire, les informations mentionnées dans cette section peuvent être confirmées par la base de données cinématographiques IMDb,  présente dans la section « Liens externes ».

## Diffusion
| Saison | Saison | Nombre d'épisodes | Diffusion originale sur The CW | Diffusion originale sur The CW | Diffusion sur Syfy | Diffusion sur Syfy |
| Saison | Saison | Nombre d'épisodes | Début de saison                | Fin de saison                  | Début de saison    | Fin de saison      |
| ------ | ------ | ----------------- | ------------------------------ | ------------------------------ | ------------------ | ------------------ |
|        | 1      | 16                | 25 octobre 2018                | 29 mars 2019                   | 11 février 2020    | 31 mars 2020       |
|        | 2      | 16                | 10 octobre 2019                | 26 mars 2020                   | 7 avril 2020       | 14 juillet 2020    |
|        | 3      | 16                | 21 janvier 2021                | 24 juin 2021                   | 7 septembre 2021   | 26 octobre 2021    |
|        | 4      | 20                | 14 octobre 2021                | 16 juin 2022                   | 6 septembre 2022   | 8 novembre 2022    |

## Saisons et épisodes

### Première saison (2018-2019)
Elle a été diffusée du 25 octobre 2018 au 28 mars 2019.
1. Bienvenue à l'école Salvatore (This is the Part Where You Run)
2. Quand on joue avec le feu (Some People Just Want to Watch the World Burn)
3. En chair et en pierre (We're Being Punked, Pedro)
4. Apparences trompeuses (Hope Is Not the Goal)
5. Malivore (Malivore)
6. Ma mère ce zombie (Mombie Dearest)
7. La Mort sonne toujours plusieurs fois (Death Keeps Knocking on My Door)
8. Le Puits de l'oubli (Maybe I Should Start from the End)
9. Qu'est-ce que Hope faisait dans tes rêves ? (What Was Hope Doing in Your Dreams?)
10. Il existe un monde où ton rêve s'est réalisé (There's a World Where Your Dreams Came True)
11. Sous les projecteurs (We're Gonna Need a Spotlight)
12. Il y a une momie sur Main Street (There's a Mummy on Main Street)
13. Le Garçon qui avait encore tant de belles choses à réaliser (The Boy Who Still Has a Lot of Good to Do)
14. Miss Mystic Falls (Let's Just Finish the Dance)
15. Tout sur mon père (I'll Tell You a Story)
16. Il y a toujours une faille quelque part (There's Always a Loophole)

### Deuxième saison (2019-2020)
Elle a été diffusée du 10 octobre 2019 au 26 mars 2020.
1. Ne jamais perdre espoir (I'll Never Give Up Hope)
2. Cette année ce sera différent (This Year Will Be Different)
3. Tu me rappelles quelqu'un que j'ai connu (You Remind Me of Someone I Used to Know)
4. Le Mystère du samouraï (Since When Do You Speak Japanese ?)
5. Le Maître du jeu (Screw Endgame)
6. Jamais je ne t'aurais oubliée (That's Nothing I Had to Remember)
7. L'Énigme du Sphinx (It Will All Be Painfully Clear Soon Enough)
8. Noël a été étonnamment violent cette année (This Christmas Was Surprisingly Violent)
9. Je n'y serais pas arrivé sans toi (I Couldn't Have Done This Without You)
10. La Journée des Congrégations (This is Why We Don't Entrust Plans to Muppet Babies)
11. Les Flèches de Cupidon (What Cupid Problem ?)
12. Kai Parker, prince de l'arnaque (Kai Parker Screwed Us)
13. Tous les sauver (You Can't Save Them All)
14. Le Tueur de l'ombre (There's a Place Where the Lost Things Go)
15. La Vie était tellement plus facile quand je ne me préoccupais que de moi-même ! (Life Was So Much Easier When I Only Cared About Myself)
16. Josie contre Josie (Facing Darkness is Kinda My Thing)

### Troisième saison (2021)
Elle a été diffusée du 21 janvier au 24 juin 2021.
1. Nous ne valons rien (We're Not Worthy)
2. Les Adieux ça craint (Goodbyes Sure Do Suck)
3. Salvatore : Le musical ! (Salvatore : The Musical!)
4. Tiens-moi bien ! (Hold on Tight)
5. La vérité du subconscient (This is What It Takes)
6. La journée portes ouvertes (To Whom It May Concern)
7. Oui, c'est bien un leprechaun (Yup, It's a Leprechaun, All Right)
8. Ça faisait si longtemps (Long Time, No See)
9. Petit mais féroce ! (Do All Malivore Monsters Provide This Level of Emotional Insight?)
10. Tout est bien qui finit bien (All's Well That Ends Well)
11. On n'échappe pas à son destin (You Can't Run From Who You Are)
12. Programmé pour t’aimer (I Was Made To Love You)
13. Un jour, tu le comprendras (One Day You Will Understand)
14. Ça me paraît bien sectaire ton truc (This Feels A Little Cult-y)
15. Une nouvelle Hope (A New Hope)
16. Un sacré pervers ce destin ! (Fate's a Bitch, Isn't It?)

### Quatrième saison (2021-2022)
Elle a été diffusée du 14 octobre 2021 au 16 juin 2022.
1. Tu n’as droit qu’à un seul choix, cette fois ci (You Have to Pick One This Time)
2. Un pour tous, tous pour un, ou un truc comme ça (There's No I In Team, Or Whatever)
3. On savait tous que ce jour arriverait (We All Knew This Day Was Coming)
4. Vers le côté obscur (See You on the Other Side)
5. Je croyais que tu serais plus heureuse de me voir (I Thought You'd Be Happier to See Me)
6. Les égarés (You're a Long Way from Home)
7. Il était une fois à Mystic Falls (Someplace Far Away from All This Violence)
8. Tu n’es pas près de m’oublier (You Will Remember Me)
9. Je ne serai jamais celle qui parviendra à t’arrêter (I Can't Be the One to Stop You)
10. Des inconnus venus de loin (The Story of My Life)
11. Concentre-toi sur le son de ma voix (Follow the Sound of My Voice)
12. Tous ceux qui errent ne sont pas perdus (Not All Those Who Wander Are Lost)
13. C’est lui le monstre que tu as vu ? (Was This the Monster You Saw ?)
14. La seule solution, c’est d’aller jusqu’au bout (The Only Way Out Is Through)
15. Tout ce qui peut être perdu peut être retrouvé (Everything That Can Be Lost May Also Be Found)
16. Sans toi, je ne serais plus là (I Wouldn't Be Standing Here if It Weren't for You)
17. Promenons-nous dans les bois (Into the Woods)
18. Profiter de l’instant (By the End of This, You'll Know Who You Were Meant to Be)
19. Ça finira dans un bain de sang (This Can Only End in Blood)
20. Ne m’oublie pas pour autant, d’accord ? (Just Don't Be a Stranger, Okay?)

## Accueil

### Critiques
Sur le site Web de l'agrégateur de critiques Rotten Tomatoes, la série a une note d'approbation de 82 % sur la base de 11 critiques, avec une note moyenne de 8,0 sur 10. Le consensus des critiques du site Web déclare : « Un ajout amusant et rapide à l'écurie de The CW de la série surnaturelle du lycée, Legacies émerge de l'ombre de sa sœur montre un plaisir inattendu ».
Metacritic, qui utilise une moyenne pondérée, a attribué une note de 59 sur 100 sur la base de 5 critiques, indiquant "des critiques mitigées ou moyennes".

## Distinctions
(en) Récompenses pour Legacies sur l’Internet Movie Database

### Nomination
- 2019 : 21e cérémonie des Teen Choice Awards :
  - Meilleure série de Science-fiction ou Fantastique ;
  - Meilleure actrice dans une série de Science-fiction ou Fantastique pour Danielle Rose Russell ;
- 2020 : 46e cérémonie des People's Choice Awards : Série télévisée de science-fiction ou fantastique de l'année ;